# Liste der Statthalter von Lusitania
Die Liste der Statthalter von Lusitania enthält die bekannten Statthalter der römischen Provinz Lusitania. Die Liste ist nicht vollständig.
| Datierung                            | Name                                                                             | Konsul   | Anmerkung                                                                                              |
| ------------------------------------ | -------------------------------------------------------------------------------- | -------- | --- |
| erstes Drittel 1. Jhd.               | L. Caecilius Rufus                                                               |          | (AE 2008, 648)                                                                                         |
| zwischen 31 und 39                   | C. Ummidius Durmius Quadratus                                                    | um 39/40 | |
| 44 bis 45                            | L. Calventius Vetus Carminius                                                    | 51       | |
| 59 bis 69                            | M. Salvius Otho (Otho)                                                           |          | |
| 75/76 bis 77/78                      | L. Pompeius Vopiscus C. Arruntius Catellius Celer                                |          | |
| zwischen 78 und 118                  | Q. Acutius Faienanus                                                             |          | (AE 1915, 35)                                                                                          |
| 119/120 bis 120/121                  | C. Calpurnius Flaccus                                                            | um 126   | IGR III 991; unsicher, da statt Lusitania auch Lugdunensis in Frage kommt                              |
| Hadrian                              | C. Oppius Sabinus Iulius Nepos M’. Vibius Sollemnis Severus                      |          | (CIL 9, 5833)                                                                                          |
| Hadrian                              | L. Roscius [ Mae]cius Celer M[] Postumus Mam[ilianus? ] Vergilius Staberia[nus ] |          | |
| Ende Hadrian / Anfang Antoninus Pius | C. Iavolenus Calvinus                                                            |          | = C. Iavolenus Calvinus Geminius Kapito Cornelius Pollio Squilla Q. Vulkacius Scuppidius Verus         |
| Antoninus Pius                       | []tius Quadratus                                                                 |          | (CIL 2, 189) möglicherweise ist er identisch mit Aulus Avillius Urinatius Quadratus                    |
| vor 185                              | Sextus Tigidius Perennis                                                         |          | (CIL 2, 258) EDCS und Hispania Epigraphica: Cestius Acidius Perennis Dessau: Lucius Tulcidius Perennis |
| 185 bis 188                          | Cornelius Repentinus                                                             |          | |
| 188 bis 191                          | P. Septimius Geta                                                                | um 191   | |
| 193/194 bis 197                      | C. Caesonius Macer Rufinianus                                                    | um 197   | |
| zwischen 197 und 200                 | C. Iunius Faustinus Placidus Postumianus                                         |          | |
| zwischen 200 und 209                 | D. Iunius Coelianus                                                              |          | (CIL 2, 259)                                                                                           |
| zwischen 210 und 213                 | Sex. Furnius Iulianus                                                            |          | (AE 1952, 116)                                                                                         |
| vor 231                              | Rutilius Pudens Crispinus                                                        |          | |
| spätes 3. Jhd.                       | Aemilius Aemilianus                                                              |          | (AE 1992, 957)                                                                                         |
| zwischen 337 und 340                 | Iulius Saturninus                                                                |          | (AE 1927, 165)                                                                                         |
| 361 bis 362                          | Vettius Agorius Praetextatus                                                     |          | |